# Gare de Saint-Gérand
Ne doit pas être confondu avec Gare de Saint-Gérand-le-Puy - Magnet.
La gare de Saint-Gérand est une ancienne gare ferroviaire française de la ligne de Saint-Brieuc à Pontivy, située sur le territoire de la commune de Saint-Gérand-Croixanvec, sur la commune déléguée de Saint-Gérand, dans le département du Morbihan, en région Bretagne.

## Situation ferroviaire
La gare de Saint-Gérand se situe au point kilométrique (PK) 537,128 de la ligne de Saint-Brieuc à Pontivy entre la gare d'Hémonstoir - Saint-Gonnery et la gare de Pontivy. Aujourd'hui, elle se trouve sur un tronçon non exploité. Cependant, des trains de céréales continuent de circuler sur la commune, depuis la gare de Pontivy, pour desservir plusieurs entreprises agroalimentaires, mais ces trains ne vont pas jusqu'à l'ancienne gare.

## Histoire
La gare de Saint-Gérand a été mise en service le 16 décembre 1872, en même temps que le tronçon Pontivy - Loudéac. La gare reçoit alors des trains de voyageurs et de marchandises. Elle était initialement composée d'un bâtiment voyageurs (BV), de deux quais, de deux voies destinées au trafic voyageurs et d'une voie destinée au trafic marchandises. Durant les années 1970, une des deux voies a été supprimée. Par conséquent, seul le quai du bâtiment voyageurs était encore en service. Le bâtiment voyageur de la gare est détruit début 1987.
Le 27 septembre 1987, le trafic des trains de voyageurs s'arrête définitivement entre Pontivy et Loudéac.